# Michael Valgren
Michael Valgren Hundahl (ur. 7 lutego 1992 w Østerild) – duński kolarz szosowy. Olimpijczyk (2020).

## Osiągnięcia
Opracowano na podstawie:

2009
- 2. miejsce w mistrzostwach Danii juniorów (jazda indywidualna na czas)
- 3. miejsce w GP Général Patton
  - 1. miejsce na 1. etapie

2010
- 2. miejsce w mistrzostwach Danii juniorów (jazda indywidualna na czas)
- 3. miejsce w mistrzostwach Danii juniorów (start wspólny)

2012
- 1. miejsce w Liège-Bastogne-Liège U23
- 2. miejsce w Eschborn–Frankfurt U23

2013
- 1. miejsce w Liège-Bastogne-Liège U23
- 2. miejsce w Eschborn–Frankfurt U23
- 1. miejsce w Flèche du Sud
  - 1. miejsce w klasyfikacji młodzieżowej
  - 1. miejsce na 3. etapie
- 1. miejsce na 3. etapie Tour de l’Avenir

2014
- 3. miejsce w Quatre Jours de Dunkerque
- 3. miejsce w mistrzostwach Danii (jazda indywidualna na czas)
- 1. miejsce w mistrzostwach Danii (start wspólny)
- 1. miejsce w Danmark Rundt
  - 1. miejsce w klasyfikacji młodzieżowej

2015
- 1. miejsce w klasyfikacji młodzieżowej Dubai Tour

2016
- 2. miejsce w Amstel Gold Race
- 2. miejsce w mistrzostwach Danii (jazda indywidualna na czas)
- 2. miejsce w mistrzostwach Danii (start wspólny)
- 1. miejsce w Danmark Rundt
  - 1. miejsce na 3. etapie

2017
- 2. miejsce w Danmark Rundt

2018
- 1. miejsce w Omloop Het Nieuwsblad
- 1. miejsce w Amstel Gold Race
- 2. miejsce w Bretagne Classic Ouest-France

2021
- 1. miejsce w Giro di Toscana
- 1. miejsce w Coppa Sabatini
- 3. miejsce w mistrzostwach świata (start wspólny)

2023
- 3. miejsce w Grand Prix Herning

## Rankingi
| Rok              | 2012 | 2013 | 2014 | 2015 | 2016 | 2017 | 2018  | 2019 | 2020 | 2021 | 2022 | 2023 | 2024 |
| ---------------- | ---- | ---- | ---- | ---- | ---- | ---- | ----- | ---- | ---- | ---- | ---- | ---- | ---- |
| UCI World Tour   |      |      | -    | -    | 76.  | 92.  | 12.   |      |      |      |      |      |      |
| World Ranking    |      |      |      |      | 71.  | 104. | 18.   | 80.  | 212. | 60.  | 380. | 600. | 216. |
| UCI Europe Tour  | 152. | 66.  |      |      | 91.  | 229. | 1812. | 66.  | 176. | 51.  | 306. | -    | -    |
| UCI America Tour | 375. | -    |      |      | -    | -    | -     |      |      |      |      |      |      |
|                  |      |      |      |      |      |      |       |      |      |      |      |      |      |
| Źródło: UCI      |      |      |      |      |      |      |       |      |      |      |      |      |      |